# Chartreuse de Ruremonde
 (mars 2025).
Le monastère Notre-Dame-de-Bethléem de Ruremonde, Onze Lieve Vrouwe van Bethlehem en néerlandais, Domus Beatæ Mariæ en latin, était un monastère de l'ordre des Chartreux, fondée en 1376, à Ruremonde, à l'angle de l'actuelle Swalmerstraat et Bethlehemstraat, dans la province du Limbourg, aux Pays-Bas.

## Histoire
La chartreuse est fondée en 1376 par Werner de Swalmen, chanoine de Saint-Servais à Maastricht, sa femme et son frère Robinus. Il avait fait un pèlerinage en Terre Sainte en 1368 puis avait établi une chapelle, en 1370, chapelle de Bethléem rappelant la Basilique de la Nativité de Bethléem. Les Chartreux construisent leur monastère à côté de la chapelle de Bethléem. Les premiers moines viennent de la Chartreuse de Cologne. L’un des premiers recteurs est Henri Eger de Calcar. 
Le XVe siècle est une période de grande prospérité. La maison soutient la fondation des chartreuses de Bois-le-Duc et de Vogelsang, près de Juliers en Allemagne. 
Au XVIe siècle, les chartreux sont confrontés à plusieurs problèmes, dont les plus graves sont sans doute l’incendie de 1554 et le pillage par l’armée du prince d’Orange en 1572, durant lequel plus de la moitié des religieux est tuée (les martyrs de Ruremonde). Grâce à une donation du prieur de Cologne, Thomas Wincelmann, les premiers moines peuvent rentrer vers la fin de 1573. La maison est incorporée à nouveau en 1576. 
Un nouvel incendie éprouve Ruremonde et sa chartreuse en 1665. 
En avril 1746, la maison est menacée par des cantonnements militaires et elle cède probablement à la pression des autorités municipales. Les comptes annuels de la moitié du XVIIIe siècle indiquent une grande prospérité, ce qui est illustré par la disposition de fonds pour la construction des églises à Maasniel, Baarloo et Helden, et d’une chapellenie à Swalmen. La chartreuse est supprimée en 1783 par l'empereur Joseph II.
De 1787 à 1797, le monastère est occupé par les prémontrés, chassés de Houthem.
À partir de 1841, les bâtiments servent de grand séminaire du diocèse de Ruremonde. En 1968, le séminaire déménage à Heerlen. Les bâtiments sont ensuite loués à l'Agence des bâtiments du gouvernement. La chapelle Saint Charles est utilisée à la fin des années 1960 et 1970 pour les services de la Young Church, une communauté catholique progressiste. 

L'ancienne chapelle, gothique tardif, du monastère, dédiée à Saint Charles en 1841, a été restaurée, classée monument national des Pays-Bas en 1974 et depuis 1986, elle est utilisée à nouveau comme église. Aujourd'hui, les bureaux du diocèse de Ruremonde sont installés dans les bâtiments du monastère.

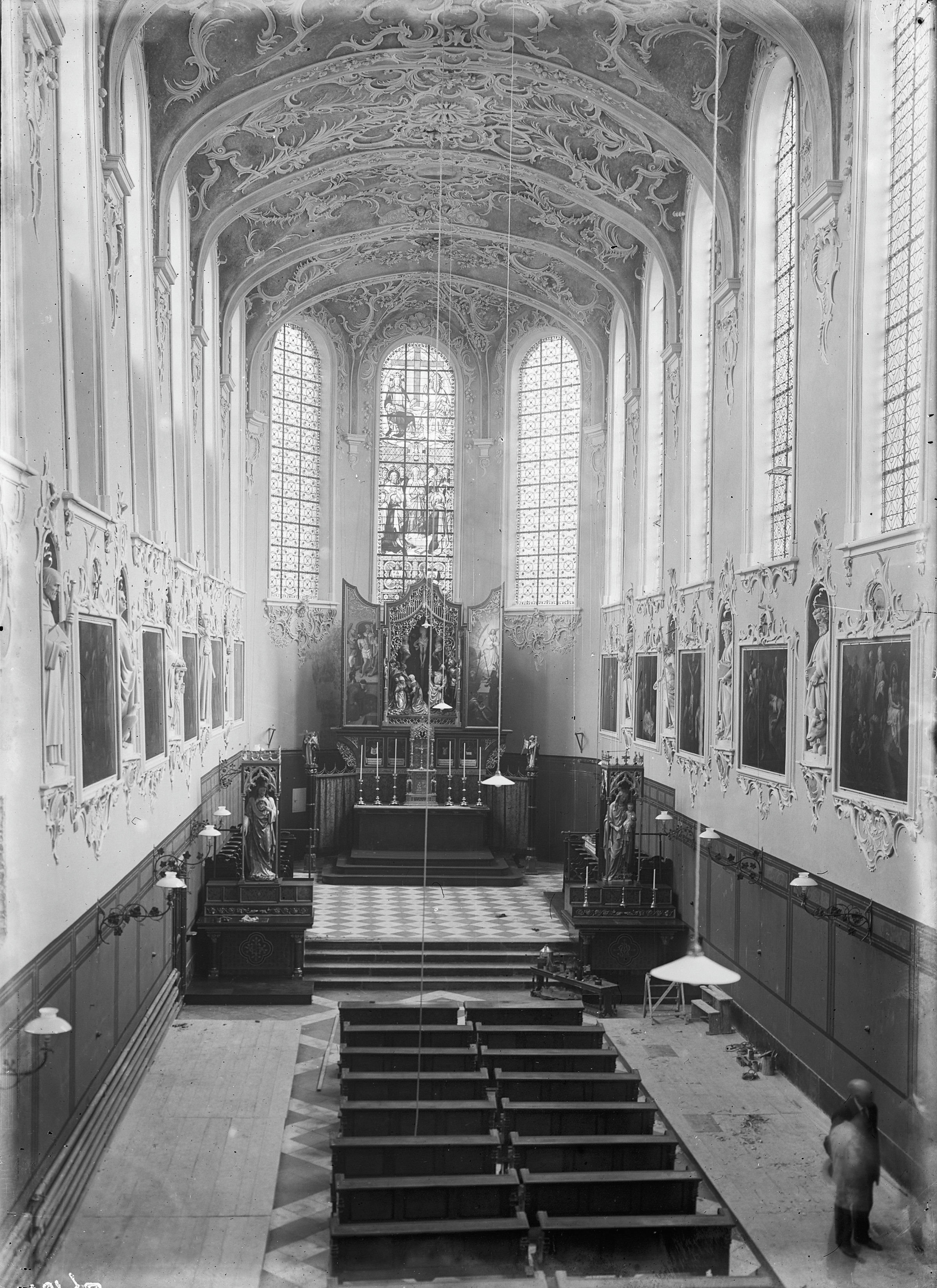
Photo ancienne de l'intérieur de la chapelle
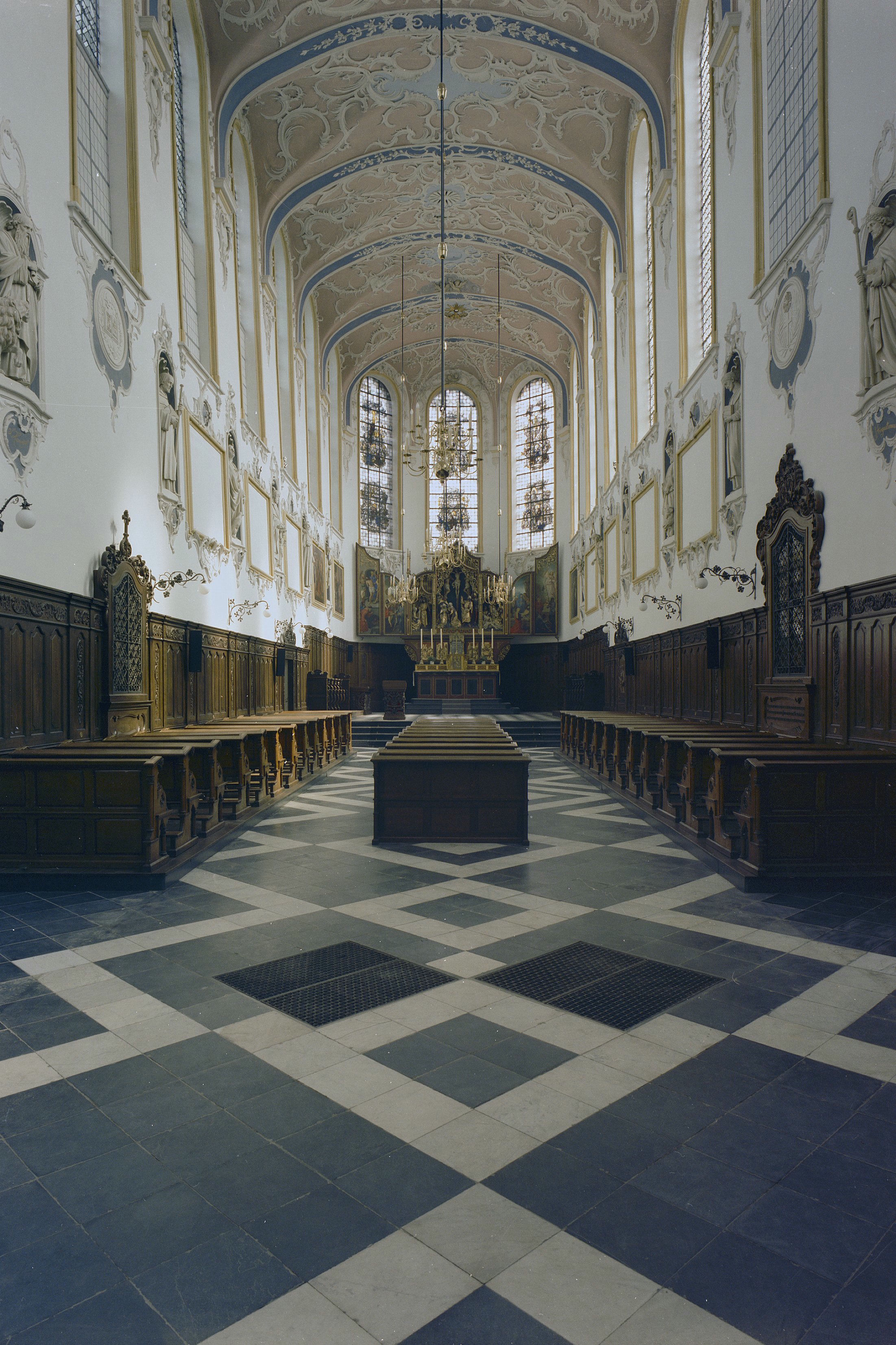
Intérieur de la chapelle en 1986

En 1952, les archives communales de Ruremonde acquièrent le catalogue de la bibliothèque de la chartreuse. Celui-ci date de 1740 et était jusque là inconnu.

## Prieurs
- Henri Eger de Calcar, l’un des premiers recteurs.
- 1442-1446 : Barthélémy de Maestricht (Bartholomaeus) (1380-1446), écrivain, a enseigné la théologie à l'université de Heidelberg[2]
- 1600 : Arnaud Havens (Havensius) (†1609), jésuite, docteur de Cologne.

## Moines célèbres
- Denys le Chartreux composa toutes ses œuvres dans cette maison et la rend célèbre.